# Coppa della Melanesia 1988
La Coppa della Melanesia 1988 (1988 Melanesia Cup) fu la prima edizione della Coppa della Melanesia, competizione calcistica per nazione organizzata dalla OFC. La competizione si svolse alle Isole Salomone dal 21 ottobre al 25 ottobre 1988 e vide la partecipazione di quattro squadre: Figi, Isole Salomone, Nuova Caledonia e Vanuatu.

## Formula
- Qualificazioni

Nessuna fase di qualificazione. Le squadre sono qualificate direttamente alla fase finale.
- Fase finale

Girone unico - 4 squadre: giocano partite di sola andata. La terza e la quarta classificata si qualificano per la finale per il 3º posto. La prima e la seconda classificata si qualificano per la finale per il 1º posto; la vincente si laurea campione della Polinesia.

## Squadre partecipanti
| Pr. | Squadra         | Data di qualificazione certa | Partecipante in quanto                                         | Partecipazioni precedenti al torneo | Ultima presenza |
| --- | --------------- | ---------------------------- | -------------------------------------------------------------- | ----------------------------------- | --------------- |
| 1   | Isole Salomone  | -                            | Rappresentativa della nazione organizzatrice della fase finale | -                                   | Esordiente      |
| 2   | Figi            | -                            | Qualificata di diritto                                         | -                                   | Esordiente      |
| 3   | Nuova Caledonia | -                            | Qualificata di diritto                                         | -                                   | Esordiente      |
| 4   | Vanuatu         | -                            | Qualificata di diritto                                         | -                                   | Esordiente      |

Nella sezione "partecipazioni precedenti al torneo", le date in grassetto indicano che la nazione ha vinto quella edizione del torneo, mentre le date in corsivo indicano la nazione ospitante.

## Fase finale

### Girone unico

#### Classifica
| Pos | Squadra         | P.ti | G | V | N | P | GF | GS | DR  |
| --- | --------------- | ---- | - | - | - | - | -- | -- | --- |
| 1   | Figi            | 5    | 3 | 2 | 1 | 0 | 11 | 1  | +10 |
| 2   | Isole Salomone  | 5    | 3 | 2 | 1 | 0 | 7  | 1  | +6  |
| 3   | Nuova Caledonia | 2    | 3 | 1 | 0 | 2 | 6  | 4  | +2  |
| 4   | Vanuatu         | 0    | 3 | 0 | 0 | 3 | 1  | 19 | -18 |

#### Risultati
| 21 ottobre 1988 | Figi | 1 – 1 | Isole Salomone |  |

| 23 ottobre 1988 | Nuova Caledonia | 6 – 1 | Vanuatu |  |

| 24 ottobre 1988 | Nuova Caledonia | 0 – 1 | Isole Salomone |  |

| 24 ottobre 1988 | Figi | 8 – 0 | Vanuatu |  |

| 25 ottobre 1988 | Vanuatu | 0 – 5 | Isole Salomone |  |

| 25 ottobre 1988 | Figi | 2 – 0 | Nuova Caledonia |  |

### Finale per il 3º posto
| 26 ottobre 1988 | Vanuatu | 1 – 0 | Nuova Caledonia |  |

### Finale per il 1º posto
| 26 ottobre 1988 | Isole Salomone | 1 – 3 | Figi |  |